# Liste der Baudenkmale in Langendorf (Elbe)
In der Liste der Baudenkmale in Langendorf sind alle Baudenkmale der niedersächsischen Gemeinde Langendorf aufgelistet. Der Stand der Liste ist der 10. Oktober 2021.

## Allgemein
In den Spalten befinden sich folgende Informationen:
- Lage: die Adresse des Baudenkmales und die geographischen Koordinaten. Kartenansicht, um Koordinaten zu setzen. In der Kartenansicht sind Baudenkmale ohne Koordinaten mit einem roten Marker dargestellt und können in der Karte gesetzt werden. Baudenkmale ohne Bild sind mit einem blauen Marker gekennzeichnet, Baudenkmale mit Bild mit einem grünen Marker.
- Bezeichnung: Bezeichnung des Baudenkmales
- Beschreibung: die Beschreibung des Baudenkmales. Unter § 3 Abs. 2 NDSchG werden Einzeldenkmale und unter § 3 Abs. 3 NDSchG Gruppen baulicher Anlagen und deren Bestandteile ausgewiesen.
- ID: die Objekt-ID des Baudenkmales
- Bild: ein Bild des Baudenkmales, ggf. zusätzlich mit einem Link zu weiteren Fotos des Baudenkmals im Medienarchiv Wikimedia Commons. Wenn man auf das Kamerasymbol klickt, können Fotos zu Baudenkmalen aus dieser Liste hochgeladen werden:

## Langendorf
Die Hausnummern 9, 11, 14, 20, 32, 33, 36, 37, 39, 51 und 96 in der Denkmaltopographie beziehen sich auf das alte, ungeordnete Nummernsystem.

### Gruppe baulicher Anlagen in Langendorf
| Lage                                          | Bezeichnung                 | Beschreibung | ID       | Bild |
| --------------------------------------------- | --------------------------- | --- | -------- | ---- |
| Elbuferstraße 53° 6′ 7″ N, 11° 15′ 18″ O      | Kirche und Kirchhof         | Klassizistische Backsteinkirche und umgebender Kirchhof in der Mitte des Dorfes auf einer flachen Anhöhe. | 30827344 |      |
| Elbuferstraße 107 53° 5′ 57″ N, 11° 15′ 39″ O | Hofanlage Elbuferstraße 107 | früher Nr. 20Hofanlage am östlichen Dorfrand auf annähernd quadratischem Grundstück, bestehend aus einem giebelständigen Wohn-/Wirtschaftsgebäude, etwa mittig an der nördlichen Grundstücksgrenze gelegen, sowie einer quer dazu ausgerichteten Scheune an der östlichen Grundstücksgrenze. Weitere Nebengebäude ohne Denkmalwert bilden zusammen mit der Scheune eine geschlossene östliche Hofrandbebauung. | 30827354 | BW   |
| Elbuferstraße 94 53° 6′ 7″ N, 11° 15′ 13″ O   | Hofanlage                   | früher Nr. 33; mit Wohnwirtschaftsgebäude (ID 30888884) und Stall (ID 36808866) | 30827364 | BW   |

### Einzeldenkmal in Langendorf
| Lage                                          | Bezeichnung                                     | Beschreibung | ID       | Bild |
| --------------------------------------------- | ----------------------------------------------- | --- | -------- | ---- |
| Elbuferstraße 39 53° 6′ 20″ N, 11° 14′ 36″ O  | Wohnhaus                                        | Giebelständiges Zweiständer-Fachwerkhaus mit Backsteinausfachung unter Satteldach. Verschiedene Umbauspuren, vermutlich transloziert. Inschrift am Dielentorsturz mit Datierung "[...] 1702". | 30888812 | BW   |
| Elbuferstraße 79 53° 6′ 8″ N, 11° 15′ 15″ O   | Schule                                          | Eingeschossiger Sichtbacksteinbau auf T-förmigem Grundriss, bestehend aus giebelständigem Unterrichtsteil mit hohem Erdgeschoss und Drempel sowie westlich quer angebautem Wohnteil. Satteldächer mit unterschiedlicher Trauf-, aber gleicher Firsthöhe. Segmentbogige Fenster- und Türöffnungen. Backsteingliederungen in Form von Trauf- bzw. Geschossgesims und gestufter Giebelzier.                                                                                                  | 39415922 | BW   |
| Elbuferstraße 53° 6′ 8″ N, 11° 15′ 18″ O      | Kirche                                          | Einschiffiger Saalbau über rechteckigem Grundriss in Sichtbacksteinmauerwerk unter Satteldach in Hohlpfannendeckung. über dem in Fachwerk ausgeführten Westgiebel-Dreieck aus dem Dach herausragender quadratischer Fachwerkturm mit Backsteinausfachung unter Pyramidendach in Schieferdeckung. 1831 auf den Fundamenten eines älteren Vorgängerbaus errichtet. | 30889175 | BW   |
| Elbuferstraße 53° 6′ 8″ N, 11° 15′ 18″ O      | Kirchhof                                        | Um die Kirche herum angelegter Kirchhof auf annähernd rechteckigem Grundriss. Rasenfläche mit Baumbestand, nicht mehr für Begräbnisse genutzt. Westlich der Kirche Grabmal des Pastors Riefkohl, der als Bauherr der Kirche gilt. Südwestlich der Kirche an der Straße eine später hinzugefügte Gedenkstätte für die Gefallenen der beiden Weltkriege. | 30889215 | BW   |
| Elbuferstraße 81 53° 6′ 6″ N, 11° 15′ 20″ O   | Wohnhaus                                        | Traufständiger, von der Straße zurückgesetzter, eineinhalbgeschossiger Backsteinbau unter schiefergedecktem Krüppelwalmdach mit hohem Drempel. Symmetrische Fassadengestaltung mit zentralem, polygonalen Windfang-Vorbau im Erdgeschoss mit darauf befindlichem Balkon mit eingezogenem Austritt. Beiderseits der Mittelachse je ein zweiachsiges Zwerchhaus unter Satteldach mit Freigespärre. Putzgliederungen am Sockel, den Gebäudeecken, als Geschossgesims und Fensterumrahmungen. | 30888601 | BW   |
| Elbuferstraße 83 53° 6′ 5″ N, 11° 15′ 23″ O   | Ehemaliges Pfarrwitwenhaus                      | früher Nr. 11 Giebelständiges, von der Straße zurückgesetztes Dreiständer-Fachwerkhaus mit Backsteinausfachung unter ungleichhüftigem Satteldach in Reetdeckung. Ursprüngliches Gefüge durch späteren Anbau an der östlichen Traufseite verändert. | 30888619 | BW   |
| Elbuferstraße 84 53° 6′ 10″ N, 11° 15′ 4″ O   | Wohn-Wirtschaftsgebäude                         | Giebelständiges, von der Straße zurückgesetztes Zweiständer-Fachwerkhaus mit Backsteinausfachung, ursprünglich mit Lehmstakung, unter Halbwalmdach. Wandaussteifung durch natürwüchsige Streben. Dielentorsturz am Wirtschaftsgiebel rekonstruiert. | 30888830 | BW   |
| Elbuferstraße 88 53° 6′ 9″ N, 11° 15′ 7″ O    | Wohn-Wirtschaftsgebäude                         | Giebelständiger, von der Straße zurückgesetzter, massiver Sichtbacksteinbau unter Krüppelwalmdach, in Abmessung und Gliederung einem Vierständer-Fachwerkhaus entsprechend. Korbbogige Dielentoröffnung und verschiedene Backstein-Ziersetzungen am Wirtschaftsgiebel. Zweiachsiges Zwerchhaus mit Ecklisenen und gestuftem Giebelgesims unter Satteldach. Inschriftliche Datierung "1893" am Wirtschaftsgiebel.                                                                          | 30888848 | BW   |
| Elbuferstraße 90 53° 6′ 8″ N, 11° 15′ 9″ O    | Wirtschaftsgiebel eines Wohn-Wirtschaftsgebäude | früher Nr. 36 | 30888866 | BW   |
| Elbuferstraße 94 53° 6′ 7″ N, 11° 15′ 13″ O   | Wohn-/Wirtschaftsgebäude                        | Zweiständer-Fachwerkhaus mit Backsteinausfachung unter Halbwalmdach, ursprünglich in Reetdeckung. Wirtschaftsgiebel fußzonig ausgesteift mit gebogenen Streben, an den Ständern mit kurzen Kopfbügen. Ständer im Giebeltrapez versetzt angeordnet, mit Fußstreben ausgesteift. Teilweise Zierausfachung. Inschrift am Dielentorsturz mit Datierung "[...] ANNO 1701". | 30888884 | BW   |
| Elbuferstraße 94 53° 6′ 8″ N, 11° 15′ 13″ O   | Stall                                           | | 36808866 | BW   |
| Elbuferstraße 96 53° 6′ 6″ N, 11° 15′ 16″ O   | Pfarrhaus                                       | früher Nr. 32 Traufständiger, von der Straße zurückgesetzter, eineinhalbgeschossiger Fachwerkbau mit Backsteinausfachung unter schiefergedecktem Satteldach mit hohem Drempel. Dreiachsiges Zwerchhaus in der straßenseitigen Dachfläche. Ursprünglich 1815 errichtet, prägender Umbau mit Erweiterung um 1900. | 30889626 | BW   |
| Elbuferstraße 96 53° 6′ 6″ N, 11° 15′ 16″ O   | Garten vom Pfarrhaus                            | Garten des Pfarrhauses. Grünfläche mit Zuwegung zum zurückgesetzten Pfarrhaus, von der Straße durch eine Hecke abgetrennt. | 30888757 | BW   |
| Elbuferstraße 107 53° 5′ 58″ N, 11° 15′ 39″ O | Wohn-/Wirtschaftsgebäude                        | Vierständer-Fachwerkhaus mit Backsteinausfachung unter Halbwalmdach. Vollständig zu Wohnzwecken ausgebaut. Ehemaliges Dielentor verglast. Ursprünglicher Wohngiebel im Norden bei gleicher Traufhöhe zweistöckig, mit durchgehenden Eckständern und ungewöhnlich zu Riegeln verkürzten Dachbalken. | 30888775 | BW   |
| Elbuferstraße 107 53° 5′ 57″ N, 11° 15′ 40″ O | Scheune                                         | Kleine, eingeschossige Längsscheune in Fachwerk mit Backsteinausfachung unter Satteldach in Ziegeldeckung, ursprünglich reetgedeckt. Einfahrt hofseitig quer zum Wohn-/Wirtschaftsgebäude. | 36808764 | BW   |
| Elbuferstraße 124 53° 5′ 55″ N, 11° 15′ 37″ O | Wohn-/Wirtschaftsgebäude                        | Giebelständiges Zweiständer-Fachwerkhaus mit Backsteinausfachung unter Krüppelwalmdach. Vollständig zu Wohnzwecken ausgebaut, ehemaliges Dielentor verglast. Inschrift am Dielentorsturz: "Johann Jürgen August Geister, Catharine Dorothee Marie Geister, geb. Clasen/ errichtet den 17. März 1890". | 30888943 | BW   |

## Langendorf-Brandleben

### Einzeldenkmal in Langendorf-Brandleben
| Lage                                   | Bezeichnung             | Beschreibung | ID       | Bild |
| -------------------------------------- | ----------------------- | --- | -------- | ---- |
| Zur Elbe 1 53° 7′ 19″ N, 11° 14′ 56″ O | Wohn-Wirtschaftsgebäude | Traufständiges, von der Straße zurückgesetztes Dreiständer-Fachwerkhaus mit Backsteinausfachung unter Halbwalmdach. Inschrift am Hauptbalken sowie am Dielentorsturz mit Datierung: "[...] ANNO 1771".                                                                  | 30889557 | BW   |
| Zur Elbe 2 53° 7′ 17″ N, 11° 14′ 54″ O | Wohn-Wirtschaftsgebäude | Traufständiges Vierständer-Fachwerkhaus mit Backsteinausfachung unter Halbwalmdach in Schieferdeckung. Traufseitige Erschließung des Wohnteils etwa in dessen Mitte, Haustür mit Oberlicht und vorgelagerten Stufen. Inschrift mit Datierung "[...] 1890" im Oberlicht. | 30889575 | BW   |
| Zur Elbe 2 53° 7′ 17″ N, 11° 14′ 52″ O | Stall                   | | 36979013 | BW   |
| Zur Elbe 2 53° 7′ 16″ N, 11° 14′ 51″ O | Scheune                 | Fachwerkbau mit Backsteinausfachung unter Krüppelwalmdach in Hohlpfannendeckung entlang der nördlichen Grundstücksgrenze, westlich an Stallgebäude anschließend. Drei hofseitige Quereinfahrtstore.                                                                     | 36979032 | BW   |

## Langendorf-Dömitzer Elbbrücke

### Einzeldenkmal in Langendorf-Dömitzer Elbbrücke
| Lage                        | Bezeichnung                                                                         | Beschreibung | ID       | Bild           |
| --------------------------- | ----------------------------------------------------------------------------------- | --- | -------- | -------------- |
| 53° 7′ 50″ N, 11° 14′ 41″ O | Reste der Eisenbahnbrücke über die Elbe im Verlauf der Strecke Lüneburg-Wittenberge | Strecke Wittenberge-Lüneburg der Berlin-Hamburger-Eisenbahn-Gesellschaft. Reste der zweigleisigen Eisenbahnbrücke über die Elbe. Kastellartiger Brückenkopf mit 16 Flutöffnungen überspannt mit Schwedlerträgern. Baumeister Ernst Häseler, Braunschweig. 1873. Die Brücke stürzte am 20. April 1945 nach einem Luftangriff ein. Da die Elbe hier die Innerdeutsche Grenze bildete, wurde die Brücke nicht wieder aufgebaut. | 30889270 | Weitere Bilder |

## Langendorf-Grippel

### Gruppe baulicher Anlagen in Langendorf-Grippel
| Lage                                                  | Bezeichnung | Beschreibung | ID       | Bild |
| ----------------------------------------------------- | ----------- | --- | -------- | ---- |
| Dannenberger Straße 14 53° 4′ 24″ N, 11° 17′ 28″ O    | Hofanlage   | Hofanlage im Westen des Dorfes auf trapezförmigem Grundstück, bestehend aus zurückgesetztem, giebelständigem Wohn-/Wirtschaftsgebäude, einem parallel dazu westlich stehenden Stallgebäude sowie einer giebelständigen Scheune im Nordwesten. Unbefestigte, grasbewachsene Hoffläche, teils alter Baumbestand. | 30827445 | BW   |
| Dannenberger Straße 15 53° 4′ 25″ N, 11° 17′ 45″ O    | Hofanlage   | Hofanlage im Süden des Dorfes auf sektorförmiger Parzelle auf der Nordseite der Dannenberger Straße, mit einem zurückgesetzten, giebelständigen Wohn-Wirtschaftsgebäude und einem westlich davon dicht an das Haupthaus gebauten, langgestreckten, giebelständigen Stall sowie weiteren Nebengebäuden. Straßenseitige Einfriedung mit gusseisernem Zaun auf verputztem Sockel mit Backsteinpfeilern. Alter Baumbestand, unter anderem eine große Eiche an der Straße. | 30827415 | BW   |
| Dannenberger Straße 16 53° 4′ 24″ N, 11° 17′ 31″ O    | Hofanlage   | Hofanlage im Westen des Dorfes auf trapezförmigem Grundriss. Unbefestigte, grasbewachsene Hoffläche, Alter Eichenbestand entlang der Grundstücksgrenzen. | 30827425 | BW   |
| Dannenberger Straße 20 53° 4′ 22″ N, 11° 17′ 35″ O    | Hofanlage   | Hofanlage auf schmalem, zur Straße hin eingezogenem Grundstück mit zurückgesetztem, giebelständigen Wohn-/Wirtschaftsgebäude und nordöstlich davon an der östlichen Grundstücksgrenze befindlichem Stall- und Remisengebäude. Teils alter Baumbestand, Zufahrt modern gepflastert. | 30827405 | BW   |
| Grippeler Elbuferstraße 2 53° 4′ 26″ N, 11° 17′ 42″ O | Hofanlage   | Hofanlage auf kleiner Parzelle an der Einmündung der Grippeler Elbuferstraße in die Dannenberger Straße, bestehend aus einem zurückgesetzten, giebelständigen Wohn-/Wirtschaftsgebäude, einem langgestreckten, giebelständigen Stall an der westlichen Grundstücksgrenze sowie einer giebelständigen Querscheune im Südosten. Die drei genannten Gebäude schließen eine kleine Hoffläche ein. Straßenseitige Einfriedung mit Lattenzaun.                              | 30827435 | BW   |
| Grippeler Elbuferstraße 3 53° 4′ 27″ N, 11° 17′ 40″ O | Hofanlage   | Hofanlage an der Westseite der Grippeler Elbuferstraße auf annähernd dreieckigem Grundriss. Wohn-/Wirtschaftsgebäude giebelständig, jedoch nicht rechtwinklig zur Straße ausgerichtet. Unbefestigte, grasbewachsene Hoffläche. Alter Eichenbestand an der straßenseitigen Grundstücksgrenze. | 30827374 | BW   |
| Grippeler Elbuferstraße 4 53° 4′ 27″ N, 11° 17′ 42″ O | Hofanlage   | Hofanlage an der Ostseite der Grippeler Elbuferstraße auf annähernd dreieckiger Parzelle. Zufahrt modern gepflastert. | 30827385 | BW   |
| Wentorfer Weg 3 53° 4′ 32″ N, 11° 17′ 36″ O           | Hofanlage   | Hofanlage etwas außerhalb des Dorfkerns auf annähernd rechteckiger Parzelle, bestehend aus zurückgesetztem, giebelständigen Wohn-/Wirtschaftsgebäude sowie giebelständigen Nebengebäuden an der Straße, die die Hoffläche begrenzen. Alter Eichenbestand, unbefestigte, grasbewachsene Hoffläche. | 30827395 | BW   |

### Einzeldenkmal in Langendorf-Grippel
| Lage                                                  | Bezeichnung               | Beschreibung | ID       | Bild |
| ----------------------------------------------------- | ------------------------- | --- | -------- | ---- |
| Dannenberger Straße 14 53° 4′ 25″ N, 11° 17′ 27″ O    | Scheune                   | Nördlich des Stalles gelegene Querscheune als hoher eingeschossiger, giebelständiger Fachwerkbau mit Backsteinausfachung unter Satteldach in Hohlpfannendeckung. Mittige Querdurchfahrt mit je einem Tor auf beiden Traufseiten. Hofseitige Stallstür im südlichen Teil zugesetzt, darüber Bergeluke. | 39415556 | BW   |
| Dannenberger Straße 14 53° 4′ 24″ N, 11° 17′ 26″ O    | Stall                     | Langgestrecktes, eingeschossiges Fachwerkgebäude mit Backsteinausfachung unter Satteldach. Giebelständig zur Straße, westlich des Haupthauses gelegen. Zwerchhaus mit Ladeluke unter Schleppdach in der hofseitigen Dachfläche. | 39492001 | BW   |
| Dannenberger Straße 14 53° 4′ 24″ N, 11° 17′ 28″ O    | Wohn-/ Wirtschaftsgebäude | Von der Straße zurückgesetztes, giebelständiges Vierständer-Fachwerkhaus mit Backsteinausfachung unter Halbwalmdach. Wohngiebel teilweise in Backsteinmauerwerk erneuert. Wirtschaftsgiebel mit Gitterfachwerk und zwei nach innen ansteigenden, geschosshohen Streben. Im Giebeltrapez Lüftungslöcher in dekorativer Anordnung. Inschrift am Hauptbalken mit Hinweis auf Brandereignis, sowie am Dielentorsturz: "Johann Joachim Jirjahn, Catharina Elisabeth Jirjahn/ geborne Lamprecht, den 6ten Dezember 1865". | 30889307 | BW   |
| Dannenberger Straße 15 53° 4′ 25″ N, 11° 17′ 45″ O    | Wohn-/ Wirtschaftsgebäude | Giebelständiges Vierständer-Fachwerkhaus mit Backsteinausfachung unter Halbwalmdach. Wirtschaftsgiebel mit Gitterfachwerk und zwei nach innen ansteigenden, geschosshohen Streben. Inschriften am Hauptbalken, an den Stürzen der Mistgangtüren, sowie am Dielentorsturz: "Joachim Heinrich Münster, Maria Elisabeth Münster/ geb. Block, den 23. März 1866". | 30889364 | BW   |
| Dannenberger Straße 15 53° 4′ 25″ N, 11° 17′ 45″ O    | Stall                     | Giebelständiger, eingeschossiger Sichtbacksteinbau mit Fachwerkdrempel und -giebel unter Satteldach. Remise am Südwestgiebel, Futterküche am Nordostgiebel. Zwerchhaus mit Ladeluke unter Schleppdach in der südöstlichen Dachfläche. | 39415514 | BW   |
| Dannenberger Straße 16 53° 4′ 24″ N, 11° 17′ 30″ O    | Wohn-/ Wirtschaftsgebäude | Von der Straße zurückgesetztes, giebelständiges Vierständer-Fachwerkhaus mit Backsteinausfachung unter Satteldach. Einseitiger Halbwalm am Wohnende. Wirtschaftsgiebel mit Gitterfachwerk und zwei nach innen ansteigenden, geschosshohen Streben. Inschriften am Kehl- und Hauptbalken mit Hinweis auf Brandereignis, an den Stürzen der Mistgangtüren, sowie am Dielentorsturz: "Joachim Heinrich Hennings/ Maria Elisabeth Hennings/ geborne Jirjahn, den 20ten September 1865".                                 | 30889345 | BW   |
| Dannenberger Straße 16 53° 4′ 23″ N, 11° 17′ 31″ O    | Scheune                   | Giebelständiges Fachwerkgebäude mit Backsteinausfachung unter Satteldach. Von einem anderen Standort hierher transloziert. Schwer lesbare, verwitterte Inschrift am Dielentorsturz und an den Kopfbügen mit Datierung, eventuell 1831 (?). | 39415485 | BW   |
| Dannenberger Straße 20 53° 4′ 23″ N, 11° 17′ 36″ O    | Wohn-/ Wirtschaftsgebäude | Giebelständiges, von der Straße zurückgesetztes Vierständer-Fachwerkhaus mit Backsteinausfachung unter Halbwalmdach. Inschrift am Hauptbalken, sowie am Dielentorsturz: "Jürgen Christoph Manzelmann, Maria Dorothea Manzelmann/ geborne [?]/ 1851". | 30889383 | BW   |
| Dannenberger Straße 20 53° 4′ 23″ N, 11° 17′ 37″ O    | Stall                     | Eineinhalbgeschossiger Wandständerbau in Fachwerk mit Backsteinausfachung unter Satteldach mit Kniestock. Zwerchhaus mit Ladeluke unter Satteldach mittig in der hofseitigen Dachfläche, nördlich Remise mit hofseitigem Einfahrtstor. | 36979615 | BW   |
| Grippeler Elbuferstraße 1 53° 4′ 26″ N, 11° 17′ 40″ O | Wohn-/ Wirtschaftsgebäude | Dreiständer-Fachwerkhaus, Ausfachung teils in Lehmstakung teils in Backstein. Ungleichhüftiges Halbwalmdach. Innengerüst erhalten. Traufwände und Wohnteil im 19. Jahrhundert verändert bzw. erneuert. | 30889484 | BW   |
| Grippeler Elbuferstraße 2 53° 4′ 25″ N, 11° 17′ 43″ O | Scheune                   | Giebelständiger, eingeschossiger Fachwerkbau mit Backsteinausfachung unter Satteldach. Querscheune mit zwei hofseitigen Einfahrten und Kammern am Ostgiebel. Später angebautes Flugdach als Abschleppung der nord - westlichen Dachfläche. | 30889728 | BW   |
| Grippeler Elbuferstraße 2 53° 4′ 26″ N, 11° 17′ 43″ O | Wohn-/ Wirtschaftsgebäude | Von der Straße zurückgesetztes, giebelständiges Vierständer-Fachwerkhaus mit Backsteinausfachung unter Halbwalmdach in Hohlpfannendeckung. Wirtschaftsgiebel mit Gitterfachwerk und zwei nach innen ansteigenden, geschosshohen Streben. Inschrift am Hauptbalken mit Hinweis auf Brandereignis, sowie am Dielentorsturz: "Joachim Heinrich Block, Den 27sten October 1865/ Catharina Elisabeth Münster". | 30889326 | BW   |
| Grippeler Elbuferstraße 2 53° 4′ 26″ N, 11° 17′ 43″ O | Stall                     | Langgestreckter, eingeschossiger Fachwerkbau mit Backsteinausfachung. Remise am Südwestgiebel, Futterküche als massiver Anbau am Nordostgiebel. Stall im Mittelteil hofseitig mit massivem Erdgeschoss und Fachwerkdrempel. Satteldach in Hohlpfannendeckung. Zwerchhaus mit Ladeluke unter Satteldach in der hofseitigen Dachfläche. Daran Inschrift-Tafel: "J.H. Block/ C.E. Block/ geb. Münster/ Erbaut 1865".                                                                                                   | 39415533 | BW   |
| Grippeler Elbuferstraße 3 53° 4′ 28″ N, 11° 17′ 40″ O | Wohn-/ Wirtschaftsgebäude | Vierständer-Fachwerkhaus mit Backsteinausfachung unter Halbwalmdach. Südwestliche Traufwand und Wohngiebel massiv ersetzt. Wohnteil mit ausgebautem Drempelgeschoss. Inschrift am Hauptbalken sowie am Dielentorsturz: "Joachim Heinrich Koosmann, Sophia Catharina Koosmann/ geb. Kraas, den 31sten Nov. 1867". | 30889504 | BW   |
| Grippeler Elbuferstraße 3 53° 4′ 28″ N, 11° 17′ 39″ O | Stall                     | | 36979398 | BW   |
| Grippeler Elbuferstraße 4 53° 4′ 27″ N, 11° 17′ 43″ O | Wohn-/ Wirtschaftsgebäude | Vierständer-Fachwerkhaus mit Backsteinausfachung unter Halbwalmdach. Wohnteil mit teilweise ausgebautem Drempelgeschoss. Inschrift mit Hinweis auf Brandereignis am Hauptbalken, sowie am Dielentorsturz: "Johann Heinrich Schulz, Catharina Elisabeth Schulz/ geb. Wiegrefe, den 13ten October 1865". | 30889465 | BW   |
| Grippeler Elbuferstraße 4 53° 4′ 28″ N, 11° 17′ 42″ O | Stall                     | Langgestreckter, eingeschossiger Fachwerk- und Backsteinbau unter ziegelgedecktem Satteldach. Grundriss abgeknickt, der nördlichen Grundstücksgrenze folgend. Nördliche Traufseite sowie Westgiebel in Fachwerk mit Backsteinausfachung. Südliche Traufseite mit Stalltüren massiv. Zwerchhaus mit Ladeluke unter Schleppdach in der südlichen Dachfläche. | 36979525 | BW   |
| Wentorfer Weg 3 53° 4′ 32″ N, 11° 17′ 36″ O           | Scheune                   | Giebelständiger Fachwerkbau mit Backsteinausfachung unter Satteldach in Hohlpfannendeckung in der nordöstlichen Grundstücksecke. Mittige Querdiele mit hofseitigem Einfahrtstor. | 30889402 | BW   |
| Wentorfer Weg 3 53° 4′ 31″ N, 11° 17′ 35″ O           | Wohn-/ Wirtschaftsgebäude | Von der Straße zurückgesetztes, giebelständiges Vierständer-Fachwerkhaus mit Backsteinausfachung unter Halbwalmdach in Hohlpfannendeckung. Inschrift am Hauptbalken, sowie am Dielentorsturz: "Erbauet von Vormündern H. Albrecht und J. Block für den Minoren H. Becker/ den 1ten May 1866 und Interemswirth J. Riesch und C. Riesch geb. Albrecht" | 30889444 | BW   |
| Wentorfer Weg 3 53° 4′ 32″ N, 11° 17′ 35″ O           | Stall                     | Langgestrecktes, giebelständiges, eingeschossiges Fachwerkgebäude mit Backsteinausfachung unter Satteldach in Hohlpfannendeckung. Zwerchhaus mit Ladeluke unter Schleppdach in der hofseitigen Dachfläche. Futterküche im südlichen Teil. | 30889423 | BW   |

## Langendorf-Kacherien

### Gruppe baulicher Anlagen in Langendorf-Kacherien
| Lage                                             | Bezeichnung | Beschreibung | ID       | Bild |
| ------------------------------------------------ | ----------- | --- | -------- | ---- |
| Cacheriener Straße 11 53° 6′ 34″ N, 11° 14′ 2″ O | Hofanlage   | Hofanlage im Nordwesten des Dorfes auf annähernd rechteckigem Eck-Grundstück Cacheriener Straße/ Alter Postweg, mit zurückgesetztem, giebelständigen Wohn-/Wirtschaftsgebäude und vermutlich von einem anderen Standort hierher versetzten Speicher südwestlich davon. Unbefestigte, grasbewachsene Hoffläche, teils alter Baumbestand. | 30827475 | BW   |
| Cacheriener Straße 13 53° 6′ 33″ N, 11° 14′ 4″ O | Hofanlage   | Hofanlage in der Mitte des Dorfes auf schmalem, annähernd rechteckigem Eckgrundstück Cacheriener Straße/ Alter Postweg, mit giebelständigem Wohn-/Wirtschaftsgebäude und Stallgebäude an der westlichen Grundstücksgrenze. | 30827485 | BW   |
| Elbuferstraße 5 53° 6′ 31″ N, 11° 14′ 0″ O       | Hofanlage   | Hofanlage im Südwesten des Dorfes auf sektorförmigem Grundstück zwischen Cacheriener Straße im Norden, Altem Postweg im Osten und Elbuferstraße im Süden. Unbefestigte, grasbewachsene Hoffläche, teils alter Baumbestand. | 30827455 | BW   |

### Einzeldenkmal in Langendorf-Kacherien
| Lage                                             | Bezeichnung              | Beschreibung | ID       | Bild |
| ------------------------------------------------ | ------------------------ | --- | -------- | ---- |
| Cacheriener Straße 8 53° 6′ 30″ N, 11° 13′ 57″ O | Wohn-/Wirtschaftsgebäude | Von der Straße zurückgesetztes, giebelständiges Vierständer-Fachwerkhaus mit Backsteinausfachung unter Halbwalmdach. Am Wirtschaftsgiebel Gitterfachwerk mit zwei nach außen ansteigenden, geschosshohen Streben. Inschrift am Hauptbalken, sowie am Dielentorsturz: "Johann Jürgen Pagels, Catharina Elisabeth Pagels/ gebohrne Wolter, den 10ten Juni 1857". | 30889077 | BW   |
| Cacheriener Straße 11 53° 6′ 33″ N, 11° 14′ 1″ O | Wohn-Wirtschaftsgebäude  | Mittig auf dem Eckgrundstück Cacheriener Straße/ Alter Postweg, giebelständig zur Cacheriener Straße stehendes Zweiständer-Fachwerkhaus mit Backsteinausfachung unter Halbwalmdach. Ausfachung größtenteils erneuert. Inschrift am Hauptbalken, sowie am Dielentorsturz: "[...] FRANS JOACHIM MEiER, CATARiNA ELiSABET/ WEBESEN, ANNO 1768 DEN 22. APRIL". | 30889056 | BW   |
| Cacheriener Straße 11 53° 6′ 33″ N, 11° 14′ 0″ O | Speicher                 | Giebelständiger, eingeschossiger Wandständerbau mit hohem Drempel, Fachwerk ursprünglich mit Lehmstakung, größtenteils in Backstein ersetzt. Satteldach ursprünglich in Reetdeckung, heute Ziegel. Hierher transloziert in der zweiten Hälfte des 19. Jahrhunderts, am Originalstandort um 1800 errichtet. | 35803178 | BW   |
| Cacheriener Straße 13 53° 6′ 32″ N, 11° 14′ 3″ O | Wohn-Wirtschaftsgebäude  | Von der Straße zurückgesetztes, giebelständiges Vierständer-Fachwerkhaus unter Halbwalmdach. Ausfachung ursprünglich in Lehmstakung, größtenteils in Backstein ersetzt. Am Wirtschaftsgiebel Gitterfachwerk mit zwei nach außen ansteigenden, geschosshohen Streben. Wohngiebel in Stockwerksbauweise mit hohem Drempelgeschoss unter Dreiviertelwalm. Nachträgliches Zwerchhaus in der westlichen Dachfläche. Inschriften an beiden Giebeln, am Wirtschaftsgiebel mit Hinweis auf Brandereignis, sowie am Dielentorsturz: "Jürgen Christoph Hintze, Anna Maria Hintze/ geb. Blank; den 22. April/ Anno 1835." | 30889037 | BW   |
| Cacheriener Straße 13 53° 6′ 32″ N, 11° 14′ 2″ O | Stall                    | Langgestreckter, eingeschossiger Fachwerk- und Backsteinbau unter hohlpfannengedecktem Satteldach mit Drempel, traufständig zum Alten Postweg an der westlichen Grundstücksgrenze. Remise im Südteil in Fachwerk, mittiger Stallteil hofseitig mit massivem Erdgeschoss, im Norden Futterküche in Sichtbackstein. Südlicher Teil in der ersten Hälfte des 19. Jahrhunderts, vermutlich zusammen mit dem Haupthaus errichtet, nördlicher Teil Anfang des 20. Jahrhunderts. | 35803205 | BW   |
| Cacheriener Straße 16 53° 6′ 28″ N, 11° 14′ 8″ O | Wohn-/Wirtschaftsgebäude | Freistehendes Vierständer-Fachwerkhaus mit Backsteinausfachung unter Halbwalmdach. Inschriften am Haupt- und Kehlbalken des Wohngiebels, am Hauptbalken umlaufend bis zur Traufseite, am Wirtschaftsgiebel mit Hinweis auf Brandereignis, sowie am Dielentorsturz: "Johann Heinrich Baarns; Ilse Catherine Baarns/ gebohren Moor errichtet den 15. Sept./ Anno 1817". | 30889289 | BW   |
| Elbuferstraße 5 53° 6′ 30″ N, 11° 13′ 58″ O      | Wohn-Wirtschaftsgebäude  | Zweiständer-Fachwerkhaus unter Halbwalmdach mittig auf Eckgrundstück, giebelständig zur Cacheriener Straße, traufständig zum Alten Postweg. Ausfachungen ursprünglich in Lehmstakung, größtenteils in Backsteinmauerwerk ersetzt. Inschrift mit Datierung am Dielentorsturz: "[...] HANS RiSCHE, CATHARiN JACOBS/ ANNO 1665 DEN 22. FEBRVARi".Besonders altes Zweiständerhaus von 1665. | 30889117 |      |
| Elbuferstraße 5 53° 6′ 32″ N, 11° 14′ 0″ O       | Torscheune               | Fachwerk-Torscheune mit Backsteinausfachung unter Walmdach. Mittige Querdurchfahrt. 1981 transloziert und verändert aufgebaut, ehemaliger Standort Langendorf, wohl vor Hof Nr. 36 oder 37 (alt), Elbuferstr. 90 bzw. 88. Inschrift mit Datierung am Torsturz: "[...] KOHN LUDEWIG EBEL, KATTRINA OHLGART/ DEN 26. APRIL/ ANNO 1718". | 30889096 | BW   |
| Elbuferstraße 13 53° 6′ 27″ N, 11° 14′ 6″ O      | Wohn-/Wirtschaftsgebäude | Giebelständiges Zweiständer-Fachwerkhaus mit Ausfachung in Backstein und Lehmstakung unter Halbwalmdach. Wohnteil im 19. Jahrhundert erneuert. Östliche Traufwand massiv in Backsteinmauerwerk ersetzt. Inschrift am Dielentorsturz mit Datierung "[...] ANNO 1712/ DEN 21. NOVEMBER" und am Wohngiebel: "[...] Anno 1825 [...]". | 30889138 | BW   |

## Langendorf-Laase

### Gruppe baulicher Anlagen in Langendorf-Laase
| Lage                                     | Bezeichnung | Beschreibung | ID       | Bild |
| ---------------------------------------- | ----------- | --- | -------- | ---- |
| Dorfstraße 4 53° 3′ 58″ N, 11° 18′ 28″ O | Hofanlage   | Hofanlage im Osten des Dorfes an der Nordseite einer Abzweigung von der Elbuferstraße zum Dorfplatz. Giebelständiges Wohn-/Wirtschaftsgebäude mit jüngeren Anbauten. Westlich davon zurückgesetzte Scheune. Stallgebäude an der südwestlichen Hofgrenze sowie ein jüngeres Nebengebäude ohne Denkmalwert östlich vom Haupthaus.               | 30827546 | BW   |
| Kreuzweg 8 53° 3′ 54″ N, 11° 18′ 21″ O   | Hofanlage   | Hofanlage im Süden des Dorfes außerhalb der älteren Rundlingsstruktur an der Straßenecke Kreuzweg/ Steindamm auf annähernd rechteckiger Parzelle. Giebelständiges Wohn-/Wirtschaftsgebäude etwa mittig auf dem Grundstück. Langgestrecktes, eingeschossiges Stallgebäude an der westlichen Hofgrenze. Unbefestigte, grasbewachsene Hoffläche. | 30827495 | BW   |

### Einzeldenkmal in Langendorf-Laase
| Lage                                      | Bezeichnung              | Beschreibung | ID       | Bild |
| ----------------------------------------- | ------------------------ | --- | -------- | ---- |
| Dorfstraße 4 53° 3′ 59″ N, 11° 18′ 28″ O  | Wohn-/Wirtschaftsgebäude | Giebelständiges Vierständer-Fachwerkhaus mit Backsteinausfachung unter Halbwalmdach in Hohlpfannendeckung. Nachträgliche Anbauten an beiden Traufseiten am Wohnteil. | 30889251 | BW   |
| Dorfstraße 4 53° 3′ 58″ N, 11° 18′ 27″ O  | Stall                    | Giebelständiger, eineinhalbgeschossiger Fachwerkbau unter Satteldach mit hohem Kniestock. Hohlpfannendeckung. Südwestliche Traufwand massiv ersetzt. Hofseitig verschiedene Stalltüren und Bergeluken. Im nordwestlichen Teil offene Remise. | 35852117 | BW   |
| Steindamm 5 53° 3′ 53″ N, 11° 18′ 22″ O   | Wohn-/Wirtschaftsgebäude | Traufständiges Fachwerkhaus mit Backsteinausfachung unter Satteldach. Ursprünglich Zweiständer-Konstruktion, durch Erhöhung der Traufwände zum Vierständer umgebaut. Inschrift am Hauptbalken und am Dielentorsturz mit Datierung: "[...] Mathias Ostermann/ Anna Catharina Schulzen, Anno 1706 [...]"                                                    | 30888999 | BW   |
| Kreuzweg 8 53° 3′ 53″ N, 11° 18′ 19″ O    | Wohn-/Wirtschaftsgebäude | Von der Straße zurückgesetztes, giebelständiges Vierständer-Fachwerkhaus mit Backsteinausfachung unter Halbwalmdach in Falzziegeldeckung. Zweiachsiges Zwerchhaus in der östlichen Dachfläche. Inschrift am Hauptbalken, sowie am Dielentorsturz: "Joachim Heinrich Wehsack, Wilhelmine Marie Wehsack/ geb. Block, aufgerichtet am 28. April/ Anno 1903". | 30889018 | BW   |
| Kreuzweg 8 53° 3′ 54″ N, 11° 18′ 19″ O    | Stall                    | Giebelständiger, eingeschossiger Fachwerkbau mit Backsteinausfachung Satteldach in Hohlpfannendeckung entlang der westlichen Hofgrenze. Hofseitiges Zwerchhaus mit Bergeluke unter Satteldach. | 35851548 | BW   |
| Dorfplatz 6 53° 3′ 57″ N, 11° 18′ 19″ O   | Wohn-/Wirtschaftsgebäude | Giebelständiges Zweiständer-Fachwerkhaus unter Halbwalmdach. Ursprünglich mit Lehmstakung, heute mit Backstein ausgefacht. Innengefüge teilweise erhalten. Inschrift am Dielentorsturz mit Datierung: "[...] Christofer Kubel, Anno 1688". | 30888980 | BW   |
| Dorfplatz 4 53° 3′ 57″ N, 11° 18′ 13″ O   | Scheune                  | Längsdurchfahrtsscheune als freistehender Fachwerkbau unter Halbwalmdach. Ursprünglich mit Lehmstakung ausgefacht und mit Reetdeckung, heute Ausfachung teilweise in Backstein ersetzt. Verwitterte Inschrift am Dielentorsturz. | 30888961 | BW   |
| Dünscher Weg 1 53° 3′ 54″ N, 11° 18′ 7″ O | Scheune                  | Translozierte Torscheune in Fachwerk mit Backsteinausfachung unter Walmdach in Reetdeckung. Translozierung nach 1970, ursprüngliches Baujahr 1708. Ursprünglicher Standort Langendorf, Elbuferstr. 94. | 30889233 | BW   |

## Langendorf-Pretzetze

### Gruppe baulicher Anlagen in Langendorf-Pretzetze
| Lage                                        | Bezeichnung              | Beschreibung | ID       | Bild |
| ------------------------------------------- | ------------------------ | --- | -------- | ---- |
| Deichweg 18, 20 53° 4′ 11″ N, 11° 18′ 14″ O | Siedlungskern (Ortskern) | Kern des sehr kleinen Straßendorfes aus zwei Gebäuden des 18. Jahrhunderts: giebelständiges, ehemaliges Wohn-/Wirtschaftsgebäude sowie traufständiges Wohnhaus eher kleinstädtischen Typs.                                                                            | 30827556 | BW   |
| Deichweg 8 53° 4′ 15″ N, 11° 18′ 5″ O       | Hofanlage                | Hofanlage im Nordwesten des Dorfes auf annähernd rechteckiger Parzelle mit parallel zum Deich ausgerichtetem, zurückgesetztem, traufständigem Wohnhaus und nordöstlich davon gelegenem, traufständigen Stallgebäude. Unbefestigte Hoffläche, teils alter Baumbestand. | 30827566 | BW   |

### Einzeldenkmal in Langendorf-Pretzetze
| Lage                                    | Bezeichnung | Beschreibung | ID       | Bild |
| --------------------------------------- | ----------- | --- | -------- | ---- |
| Deichweg 8 53° 4′ 14″ N, 11° 18′ 4″ O   | Wohnhaus    | Von der Straße zurückgesetzter, traufständiger, eingeschossiger Fachwerkbau mit Backsteinausfachung unter Halbwalmdach in Biberschwanzkronendeckung. Symmetrische Fassadengliederung, dreiachsiges Zwerchhaus in der nördlichen Dachfläche.                                                                                                | 30888679 | BW   |
| Deichweg 8 53° 4′ 15″ N, 11° 18′ 6″ O   | Stall       | Kleiner, traufständiger, eineinhalbgeschossiger Fachwerkbau unter Satteldach in Hohlpfannendeckung. Drempelgeschoss auf durchgezapften Ankerbalken. Ausfachungen ursprünglich mit Lehmstakung, teilweise in Backstein ersetzt, teilweise abgängig.                                                                                         | 30888637 | BW   |
| Deichweg 18 53° 4′ 11″ N, 11° 18′ 13″ O | Wohnhaus    | Eingeschossiges, giebelständiges Wohnhaus unter Satteldach. Einseitiger Vollwalm auf der Südwestseite. Straßenseitiges Fachwerk im Erdgeschoss nach zwischenzeitlichem Ersatz in Backstein rekonstruiert. Ehemaliger Dielentorsturz mit Inschrift entfernt. Stark verändertes, ehemaliges Wohn-/Wirtschaftsgebäude.                        | 30888738 | BW   |
| Deichweg 20 53° 4′ 11″ N, 11° 18′ 14″ O | Wohnhaus    | Zweigeschossiger, traufständiger Fachwerkbau in Stockwerksbauweise unter Halbwalmdach. Ausfachung ursprünglich mit Lehmstakung, teilweise in Backstein ersetzt. Straßenfassade unregelmäßig gegliedert, Erd- und Obergeschossständer teils in unterschiedlichen Achsen. Außermittige, zweiflügelige Eingangstür mit rundbogigem Oberlicht. | 30888719 | BW   |